# Folio Moeaki
Folio Moeaki (ur. 9 maja 1982) – tongański piłkarz, grający na pozycji obrońcy, sędzia piłkarski.

## Kariera piłkarska

### Kariera reprezentacyjna
W 2004 debiutował w narodowej reprezentacji Tonga. Rozegrał 10 meczów.

## Kariera sędziowska
Po zakończeniu kariery od 2012 sędziuje mecze międzynarodowe strefy Oceanii.